# Zespół Sweeta
Zespół Sweeta (łac. dermatosis neutrophilica febrilis acuta; ang. Sweet's syndrome) – jedna z chorób reumatycznych.
Występuje częściej u kobiet w 5. dekadzie życia, u mężczyzn pojawia się później (6.-9. dekada). Charakteryzuje się pojawieniem intensywnie czerwonych naciekowych ognisk rumieniowych czasami o charakterze obrzęku. Zmianom może towarzyszyć świąd. Pojawieniu się zmian często towarzyszy gorączka, leukocytoza. Zmiany najczęściej lokalizują się na tułowiu, kończynach i twarzy. W obrazie histopatologicznym stwierdza się obfite nacieki neutrofilowe w ogniskach chorobowych. W skórze i we krwi obwodowej spotyka się charakterystyczne komórki Pelgera-Huëta: mielodysplastyczne neutrofile z niekompletnymi segmentami i kondensacją chromatyny jądrowej. Czasami we krwi obwodowej stwierdza się przeciwciała przeciw antygenom cytoplazmatycznym leukocytów wielojądrzastych (ANCA). W części przypadków zespół Sweeta jest zwiastunem ostrej białaczki szpikowej lub też rzadziej innych rozrostów pochodzenia szpikowego. Niekiedy może towarzyszyć nowotworom narządów wewnętrznych.